# Loïc Mallié
Loïc Mallié (* 1947 in La Baule-Escoublac) ist ein französischer Organist und Komponist.
Mallié absolvierte neben einem Philosophie- und Jurastudium eine musikalische Ausbildung am Konservatorium von Rennes. Er erhielt dort 1968 den ersten Preis im Fach Orgel. Danach ging er an das Conservatoire de Paris. Hier studierte er bei Jeanine Rueff, Henriette Puig-Roget und Marcel Bitsch und besuchte die Orgelklasse von Olivier Messiaen. Er erhielt hier erste Preise in den Fächern Harmonielehre (1974), Kontrapunkt (1975), Improvisation (1978) und Orgel (1979). Außerdem gewann er erste Preise für Klavierimprovisation in Lyon (1977) und Orgelimprovisation in Lyon (1979) und Chartres (1982).
Seit 1980 unterrichtet Mallié am Konservatorium von Lyon und an der Musikakademie von San Sebastian Komposition, Musikanalyse und Improvisation. Seit Mitte der 1970er Jahre war er Organist an der großen Cavaillé-Coll-Orgel der Kirche Saint Peter in Neuilly. 1989 wurde er Organist an Saint-Pothin in Lyon. Auf Konzertreisen trat er u. a. in Deutschland, Italien, Island, Polen, Norwegen, Großbritannien und Kanada auf.
Im Februar 2011 wurde Loïc Mallié zum Titularorganisten der Hauptorgel der Pfarrkirche La Trinité in Paris  ernannt.
Mallié komponierte Orgel- und Klavierwerke, Kammermusik sowie Orchester- und Chorwerke.